# Edoardo Bosio
Edoardo Bosio (9. listopad 1864, Turín, Italské království – 31. červenec 1927, Davos, Švýcarsko) byl italský fotbalový útočník a zakladatel klubu Turín FCC. Byl potomkem zakladatele prvního italského pivovaru založené v roce 1845.

## Kariéra
Stal se spolu s Leaverem nejlepším střelcem v prvním ročníku Italské ligy, který se konal v roce 1898. Tehdy hrál za Inter Turín a hrál s ní finále, které prohrál s Janovem 1:2 v prodloužení. Finále si zopakoval i v následujícím ročníku 1899, kde opět prohrál s Janovem 1:3. Třetí ročník 1900 odehrál v klubu Torinese, které se spojilo s Interem Turín a opět prohrál ve finále s Janovem 1:3 v prodloužení. V ročníku se stal nejlepším střelcem. Kariéru ukončil v roce 1902.
Dne 30. dubna 1899 odehrál přátelský zápas v italském výběru proti švýcarském výběru, který skončil 2:0 ve prospěch Švýcarů.

## Hráčské úspěchy

### Individuální
- 2x nejlepší střelec v lize (1898, 1900)